# جيوفاني أنستاسي
جيوفاني دأنستاسي (سالونيك، حوالي 1780 – الإسكندرية، 1860)، المعروف أيضًا باسم جيوفاني أنستاسي، جان دأنستاسي، Ιωάννης أو Γιάννης Αναστασίου (وغيرها)، كان تاجرًا يونانيًا عثمانيًا مقيمًا في الإسكندرية (مصر)، نشط في منطقة البحر الأبيض المتوسط وخارجها. من 1828 إلى 1857، شغل منصب القنصل العام لـ المملكتين المتحدتين للسويد والنرويج في مصر العثمانية. يشتهر بشكل أساسي بالمجموعات من الآثار المصرية التي باعها للمتاحف الوطنية في هولندا وفرنسا والمملكة المتحدة.

## الحياة والعمل
كان أنستاسي ابن تاجر يوناني من دمشق. صنع والده ثروته كمزود للجيش الفرنسي في مصر، ثم فقدها عندما هُزم الفرنسيون وأُجبروا على مغادرة البلاد. خلال فترة حكم محمد علي المبكرة، أسس أنستاسي بيت تجارته في الإسكندرية وأعاد بناء أعمال العائلة. حصل على احتكار تجارة الحبوب المنتجة في منطقة حكم محمد علي؛ وكانت السويد، التي تتاجر بالحديد، مشترٍ رئيسي. عينته السويد والنرويج قنصلًا عامًا لهما في مصر، ومنحته وسام الفاسا في 1828.2018
كان لدى بيت التجارة لأنستاسي فروع (يشغلها أفراد من العائلة أو ممثلون) في موانئ هامة بالبحر الأبيض المتوسط، بما في ذلك الإسكندرية، ليفورنو، سميرنا، ثيسالونيكي (سالونيك)، ومالطا. في الإسكندرية، كان أنستاسي بين العائلات التجارية اليونانية المختارة التي هيمنت على التجارة الدولية والاقتصاد المصري، الأخرى كانت عائلات كاسولي وتوسيتزا (أو توسيتزاس) وزيزينيا.2018
حصل أنستاسي على ثروات وشهرة كبيرة، وعُرف كفاعل خير. تضمنت واجباته كقنصل سويدي خدمة مصالح المواطنين السويديين في مصر، ولكن وفقًا لمعاصريه، كان كريمًا في تقديم المأوى والدعم العملي للمسافرين من جميع الجنسيات. ارتبط بشكل وثيق بمشاريع محمد علي لتحديث المدن في الإسكندرية، وبنى "وكالة" (مبنى شبه عام يخدم كقصر مدينة، مستودع، ودار ضيافة) في ساحة القناصل. أفيد أنه أنفق مبالغ كبيرة من المال للمساعدة في تمويل حرب الاستقلال اليونانية وتحرير أسرى الحرب اليونانيين. في الإسكندرية، شارك في تمويل إنشاء مستشفى ومدرسة ومبنى كنيسة يونانية أرثوذكسية.2018

### الآثار المصرية
كتاجر ودبلوماسي مؤثر في مصر، أدار أنستاسي نشاطًا جانبيًا مربحًا في تجارة الآثار المصرية. جمع مجموعات من القطع عالية الجودة، وهي عملية استغرقت عدة سنوات، للبيع للمشترين الكبار في أوروبا الغربية. من غير المؤكد ما إذا كان نظم الحفريات بنفسه (كما فعل هنري سولت، جيوفاني بلزوني، برناردينو دروفيتي وآخرون)؛ لكنه تعاون أو كلف جيوفاني بيشيني (إيطالي، في الأقصر وأبيدوس)، الأمريكي الفرنسي فرانسيس بارثو، والقنصل النمساوي جوزيبي دي نيزولي (في سقارة).20182018
في عام 1826، أُرسلت أول مجموعة من الآثار التي استحوذ عليها أنستاسي إلى ليفورنو وخُزنت في مستودع وكيله كوستانتينو توسيتزا، حيث يمكن للمشترين المحتملين أو ممثليهم مشاهدة القطع. اشترى جان إميل همبرت، في ليفورنو بناءً على أوامر كاسبار ريفينز، المجموعة لـ المتحف الوطني للآثار في ليدن، هولندا، في 1827.2018
تم شحن المجموعة الثانية من الآثار التي استحوذ عليها أنستاسي في 1838، أولاً إلى ليفورنو، ثم إلى لندن. حصل المتحف البريطاني على عدد كبير من القطع في المزاد الذي أُقيم للمجموعة في لندن. المجموعة الثالثة بيعت بالمزاد في باريس في 1857؛ اشترى كل من متحف اللوفر والمتحف البريطاني وكذلك الجامعين الخاصين قطعًا منها.2018
في عام 1830، تم تعيين أنستاسي عضوًا مراسلاً في الأكاديمية الملكية السويدية للعلوم. كان عضوًا مشاركًا في "الجمعية المصرية" (القاهرة، تأسست 1836) وعضوًا فخريًا في "المعهد المصري" (الإسكندرية، تأسس 1859). كانت عضوية هذه الجمعيات العلمية عادةً محجوزة للأعضاء من غرب أوروبا.2018
كان لأنستاسي علاقات ودية مع علماء المصريات، من بينهم جان فرانسوا شامبليون وكارل ليبسيوس، حيث قدم لهم الدعم العملي واستضافهم خلال بعثاتهم في مصر.2018

### الحياة العائلية
بقدر ما هو معروف، ظل أنستاسي غير متزوج ولم ينجب أي ذرية. تبنى فتاتين يتيمتين جراء مذبحة ميسولونغي في 1826. تزوجت إحدى البنات، واسمها ماري أو ماريتي، من فنسنت بينديتي، القنصل العام لفرنسا؛ وتزوجت الأخرى من مهندس فرنسي أو مصرفي يوناني استقر لاحقًا في فيينا. كما وفر جهازًا لأفراد الأسرة الإناث الأخريات، مما مكنهن من الزواج من دبلوماسيين أو تجار في شبكته. عندما توفي صهر أنستاسي نيكولاوس بابافيس، أخذ ابنه يوانس تحت رعايته.2018
دفن أنستاسي في المقبرة اليونانية الأرثوذكسية الأولى في الإسكندرية؛ قبره على شكل كُشْك مربع، محفور عليه "دأنستاسي"، مدعوم بأربع أعمدة دورية، فوق جرة على عمود مقطوع. دُمرت "وكالة أنستاسي" في الإسكندرية خلال قصف الإسكندرية في 1882.2018

## الاسم
تعود تنوعات اسم أنستاسي التي قدمها كُتّاب مختلفون إلى اللغات المختلفة التي كانت تُستخدم في محيطه في ذلك الوقت. يمكن إعطاء اسمه الأول (باللغة اليونانية: بالكامل Ιωάννης، مختصر Γιάννης) كجيانيس (إيطالي-يوناني)، جيوفاني أو جياني (إيطالي)، جان (فرنسي)؛ النظير الإنجليزي هو جون. اسم عائلته Αναστασίου أو Ανάσταση يُعطى كـ (د')أنستاسي أو (د')أنستاسي؛ يمكن أيضًا تفسير البادئة "دي" كتشريف (كونت دأنستاسي بسبب الفروسية).

## مجموعات الآثار
- 1826: تبرع للسويد؛ القطع موجودة الآن في متحف البحر الأبيض المتوسط، ستوكهولم، وغيرها.[2]
  - تابوت تبارت
- 1828، مجموعة أنستاسي الأولى (5889 قطعة): بيعت إلى المتحف الوطني للآثار، ليدن،2018 وغيرها.

```
 ** تماثيل وتمثال مزدوج لـ 
مايا
 وزوجته مريت.
 ** 
بردية إيبور
2006

 ** جزء من البردية السحرية 
الدموطيقية
 لندن-ليدن
Thompson

 ** 
بردية ليدن X
.
```

- 1839، مجموعة أنستاسي الثانية (1326 قطعة): بيعت إلى المتحف البريطاني، لندن،2018 وغيرها.

```
 ** 
أوستراكون
 يحتوي على جزء من 
قصة سنوحي
2009

 ** برديات أنستاسي I-VI.
 ** جزء من البردية السحرية الدموطيقية لندن-ليدن
Thompson

 ** التمثال المزدوج لـ 
حورمحب
 وزوجته 
أمينيا
.
```

- 1857، مجموعة أنستاسي الثالثة (1199 قطعة): بيعت بالمزاد في باريس،20181857 وقد اشترى اللوفر عددًا كبيرًا منها، وغيرها.

```
 ** لوحات
 ** برديات سحرية، جنائزية، ووثائقية.
 ** خواتم ومجوهرات أخرى.
```

- اثنين من تماثيل أبو الهول لـ أمنحتب الثالث حاليا على ضفة نهر نيفا في سانت بطرسبرغ2018

### معرض

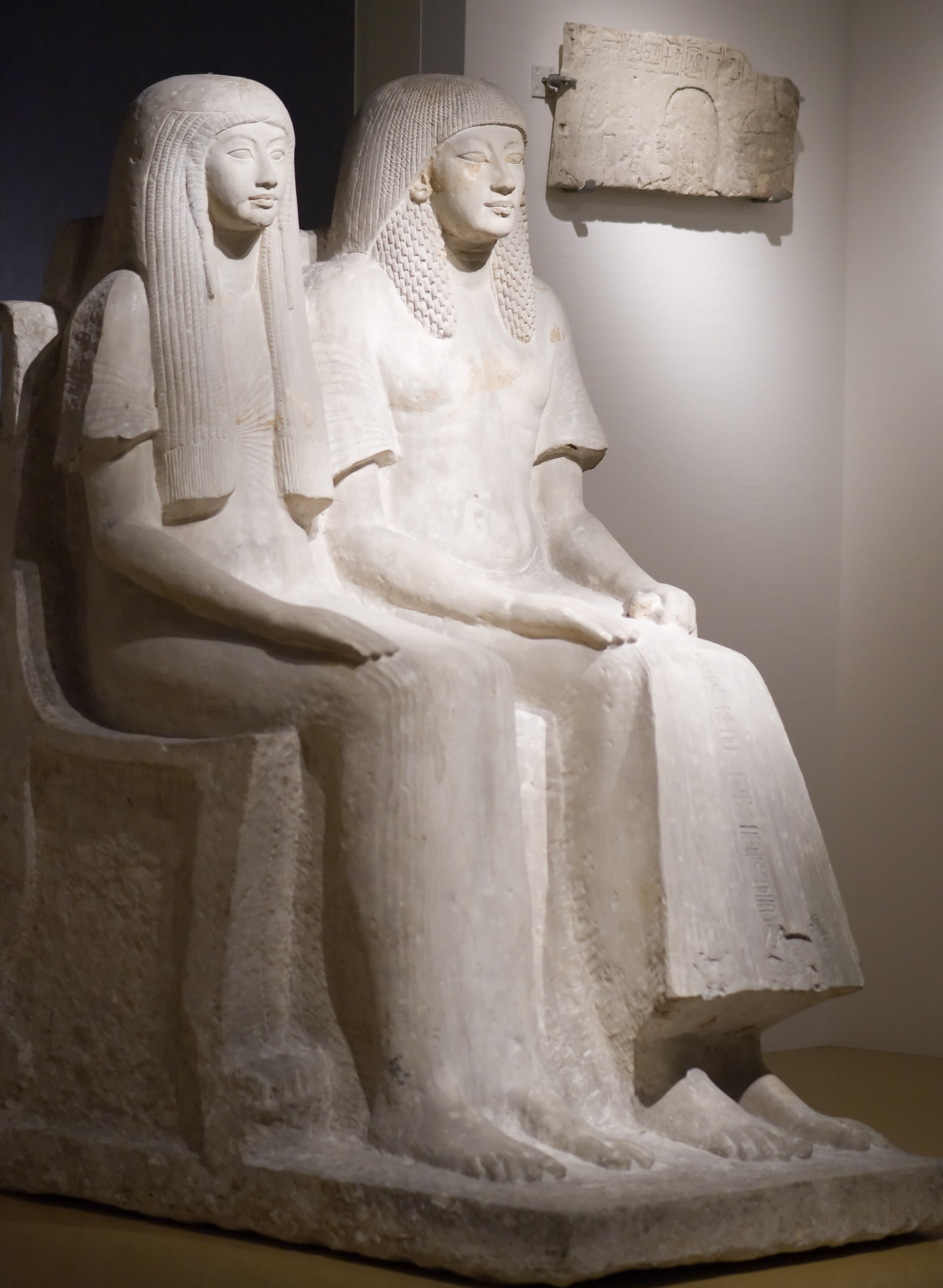
التمثال المزدوج لـ مايا ومريت. المتحف الوطني للآثار.
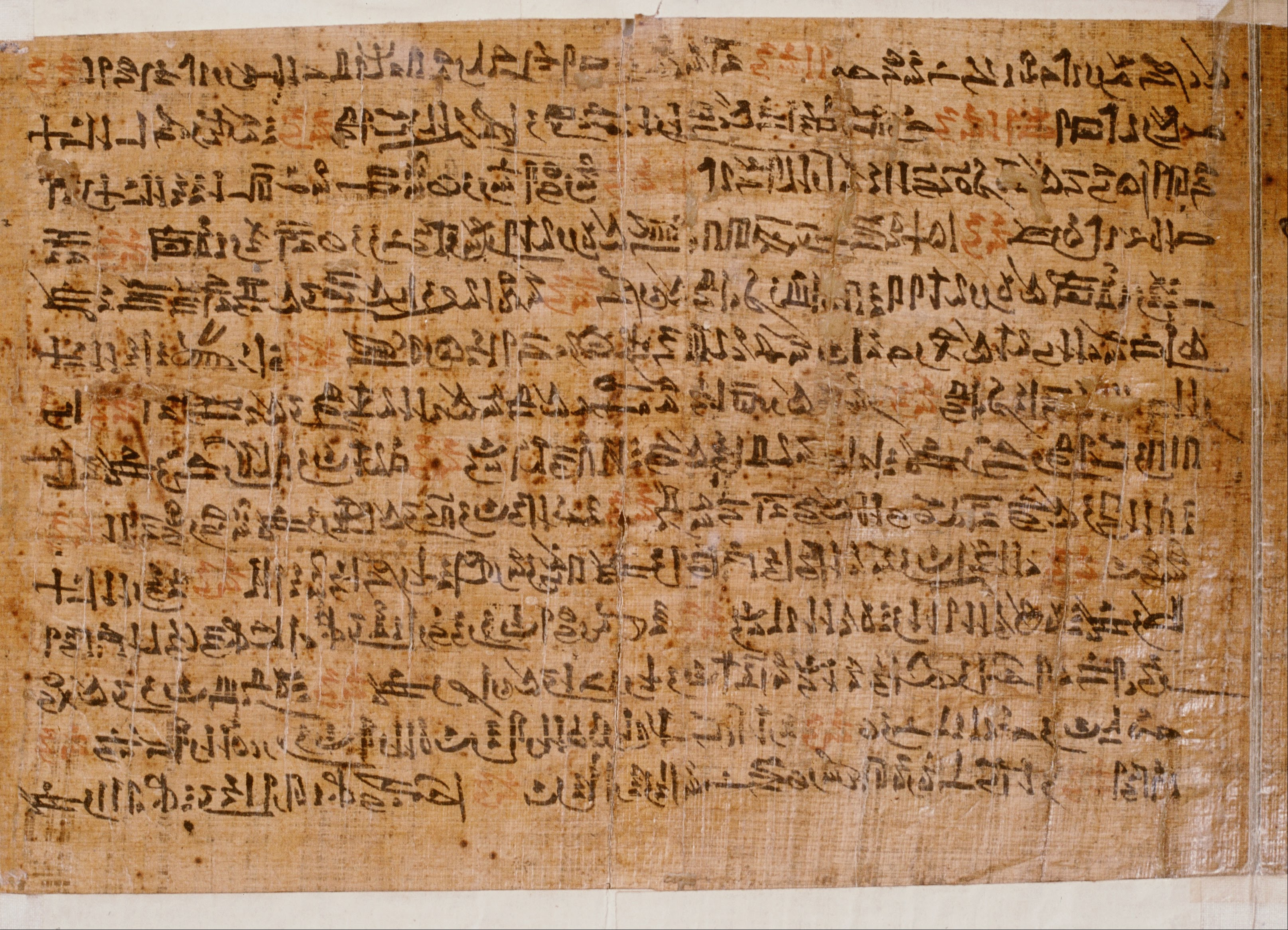
بردية ليدن I 344 تحتوي على تحذيرات إبوير. المتحف الوطني للآثار، ليدن.
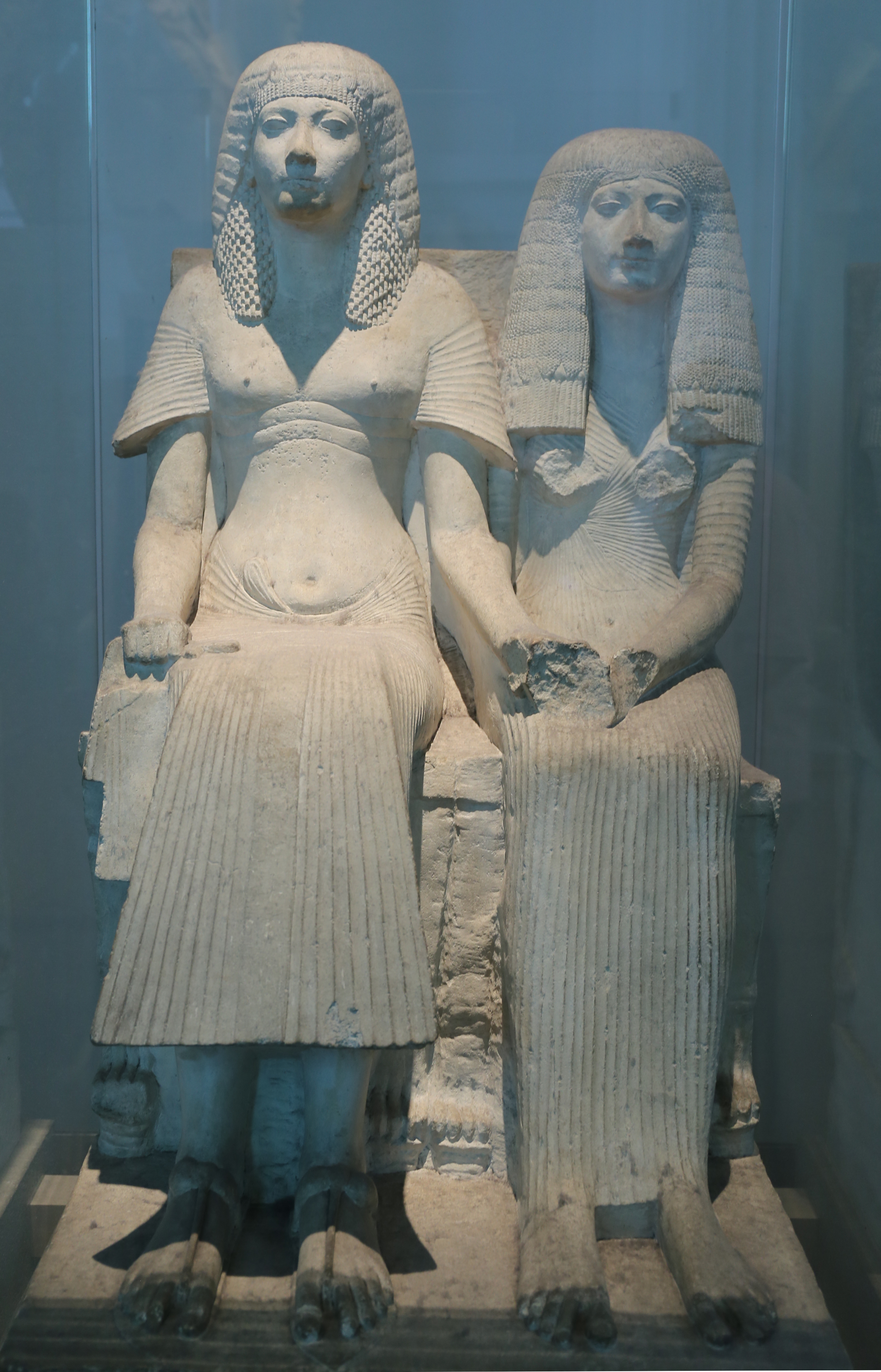
التمثال المزدوج لـ حورمحب وزوجته الأولى أمينيا. المتحف البريطاني، لندن.
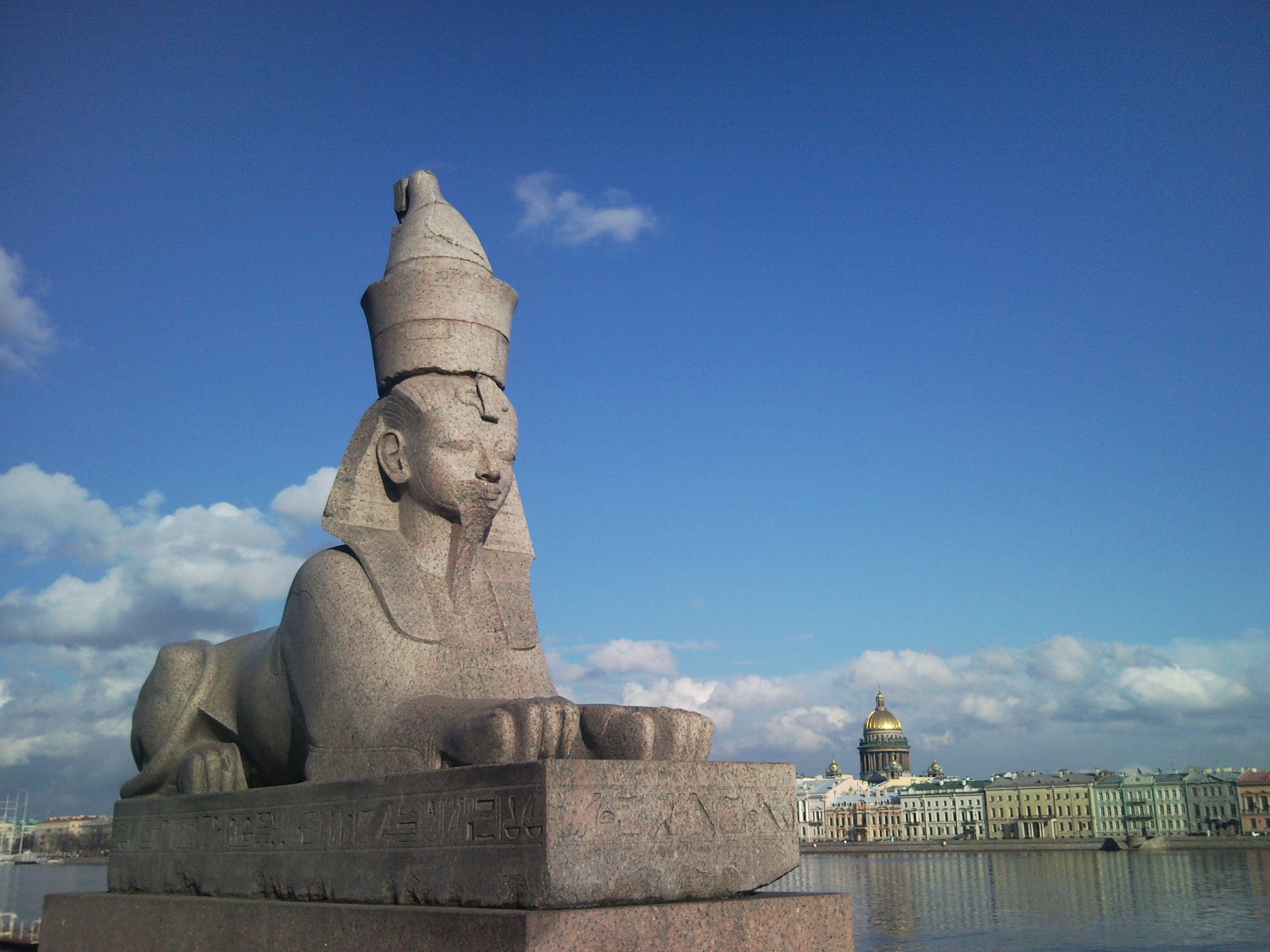
أبو الهول لـ أمنحتب الثالث. سانت بطرسبرغ.

## أنظر أيضا
- جيوفاني دي نيكولو بابافي (1792–1886)، ابن أخ أنستاسي، تاجر في مالطا البريطانية وفاعل خير يوناني.
- جوزيبي باسيلاكوا (de) (1797–1865)، تاجر آثار إيطالي وأول مدير لـ متحف برلين المصري.
- هنري سولت (1780–1827)، تاجر آثار والقنصل العام البريطاني في مصر.
- جيوفاني بلزوني (1778–1823)، مستكشف وتاجر آثار إيطالي.
- اليونانيون المصريون، الجالية اليونانية في مصر.

## الروابط الخارجية
- "Anastasi, Giovanni" (بالإنجليزية). Medelhavsmuseet, Stockholm (database "Carlotta"). Archived from the original on 2024-05-09. Retrieved 2024-05-09. مع روابط إلى العناصر ذات الصلة في مجموعات المتحف.
- "Giovanni Anastasi" (بالإنجليزية). British Museum, Londen. Archived from the original on 2024-03-16. Retrieved 2024-05-09. مع روابط إلى العناصر ذات الصلة في مجموعات المتحف.
- المتحف الوطني للآثار (هولندا), Leiden, موقع أرشيف المتحف:
  - "Catalogus Egyptische verzameling Anastasi (inv.nr. 03.01.06)" (بالفرنسية). Rijksmuseum van Oudheden. Archived from the original on 2024-07-13. Retrieved 2024-05-09. Catalogue original de la collection d'antiquites Égyptiennes d'Anastasy.
  - "Nieuwe catalogus Egyptische verzameling Anastasi (inv.nr. 03.01.07)" (بالفرنسية). Rijksmuseum van Oudheden. Archived from the original on 2024-07-13. Retrieved 2024-05-09. Nouveau catalogue de la collection d'antiquités Égyptiennes d'Anastasy par J.E. Humbert.
  - "Tekeningen en notities bij cartouches Anastasi collectie (inv.nr. 03.01.12)" (بالفرنسية). Rijksmuseum van Oudheden. Archived from the original on 2024-07-13. Retrieved 2024-05-09. Copies des cartouches avec des noms souveraines qui se trouvent sur les monument indiqués dans le second supplement au catalogue de la collection d'Anastasy fait a Livorno.